# Titus Ozon
Titus Ozon (Bukarest, 1927. május 13. – Bukarest, 1996. november 24.) válogatott román labdarúgó, csatár, edző. Kétszeres román bajnoki gólkirály.

## Pályafutása

### Klubcsapatban
1947–48-ban az Unirea Tricolor București, 1948 és 1954 között a Dinamo București labdarúgója volt. Közben, 1951-ben kölcsönben a Dinamo Brașov csapatában szerepelt. 1955 és 1958 között a Progresul București, 1958 és 1964 között a Rapid București játékosa volt. 1952-ben és 1953-ban a román bajnokság gólkirálya volt.

### A válogatottban
1952 és 1962 között 22 alkalommal szerepelt a román válogatottban és hét gólt szerzett. Részt vett az 1952-es helsinki olimpián.

### Edzőként
1964 és 1966 között a Progresul București, 1968 és 1970 között a Jiul Petroșani, 1971-ben az Argeș Pitești vezetőedzője volt. 1972 és 1974 között a  líbiai válogatott szövetségi kapitányaként dolgozott. 1974–75-ben ismét a Jiul Petroșani, 1975–76-ban a Dacia Unirea Brăila, 1976–77-ben a Pandurii Târgu Jiu, 1977–78-ban az Azotul Slobozia, 1978–79-ben a Șoimii Sibiu szakmai munkáját irányította.

## Sikerei, díjai
Dinamo București
- Román bajnokság
  - gólkirály (2): 1952 (17 gól), 1953 (12 gól)
- Román kupa
  - döntős: 1954

 Progresul București
- Román kupa
  - döntős: 1958

 Rapid București
- Román kupa
  - döntős (2): 1961, 1962